# Papa und Mama
Papa und Mama ist ein zweiteiliger Fernsehfilm von Dieter Wedel aus dem Jahr 2006. Der Film wurde am 2. und 4. Januar 2006 im ZDF ausgestrahlt.

## Handlung
Der Zweiteiler thematisiert die Scheidung eines Scheidungsanwalts. Papa und Mama veranschaulicht das Thema Scheidung nicht an einer einzigen Familiengeschichte, sondern an mehreren Handlungssträngen, die durch die Charaktere miteinander verknüpft sind.
Letztlich schaffen es die Charaktere aber alle nicht zurückzufinden, jeder führt sein Leben mit einem anderen Partner fort.
In Nebenrollen treten der Komiker Jochen Busse und die Ex-Frau des Tennisspielers Boris Becker, Barbara Becker, auf.

## Kritik
Das Lexikon des internationalen Films sah einen Film, „der insofern ‚politisch korrekt‘ ist, als die Positionen von Frauen und Männern in den Scheidungsgeschichten sehr ausgewogen dargestellt sind“. Jedoch würde „das reichlich vorhandene Konfliktpotenzial kaum genutzt, sondern dient lediglich für Unterhaltung mit versöhnlichem Ausgang“.
Die Berliner Zeitung kritisierte zwar „den einen Altherrenwitz oder das andere Klischee“, bemerkte aber, dass Wedel im Ganzen „alle Schwarz-Weiß-Schablonen lässig umkurvt und seine Figuren nie denunziert“. Des Weiteren wurde hervorgehoben, dass Wedel, anders als bei ihm üblich, zu großen Teilen auf recht unbekannte Schauspieler setze, was „kammerspielartige Intensität“ und „eine größere Authentizität“ schaffe.
Dies sah auch die Frankfurter Allgemeine Zeitung so: „Dem Film bekommt die unverbrauchte Besetzung. Die Hauptdarsteller sind herausragend. Man glaubt diesen Paaren und auch den Kindern ihre Ratlosigkeit und Verzweiflung.“
Die Süddeutsche Zeitung urteilte, Wedel seien in seinem „kleine und große Momente von Wahrheit gelungen“. Und: „In zweimal 90 Minuten jagt [Wedel] den Zuschauer durch Seen aus Tränen; und doch fehlt es nicht an Humor.“

## Einschaltquoten
Die Einschaltquoten für den ersten Teil des Zweiteilers lagen am Montagabend bei 7,17 Millionen Zuschauern. Der Marktanteil am Gesamtpublikum lag bei 20,3 Prozent. Bei den 14- bis 49-Jährigen erreichte der erste Teil 1,9 Millionen Zuschauer mit einem Marktanteil von 13,1 Prozent.

## DVD-Veröffentlichung
Papa und Mama, Euro Video, 16. Januar 2008, 180 Minuten, Bildformat 1.77:1 (16:9), Tonformat Deutsch Dolby Digital 2.0 Stereo